# Omphaliaster obolus
Omphaliaster obolus är en svampart som först beskrevs av Elias Fries, och fick sitt nu gällande namn av Urbonas 1986. Omphaliaster obolus ingår i släktet Omphaliaster och familjen Tricholomataceae.   Inga underarter finns listade i Catalogue of Life.